# 안종민
안종민(1987년 2월 23일 ~ )은 대한민국의 배우이다.

## 학력
- 서울예대 연기과

## 출연

### 드라마
- 《본 대로 말하라》 (2020년, OCN)
- 《미스 함무라비》 (2018년, JTBC)
- 《파수꾼》 (2018년, MBC) - 형사 역
- 《불어라 미풍아》 (2016년, MBC)

### 연극
- 《한강은 흐른다》
- 《템페스트》
- 《왜 두번 심청이는 인당수에 몸을 던졌는가》
- 《메밀꽃 필 무렵》
- 《봄봄》
- 《백마강 달밤에》
- 《살아있는 이중생 각하》
- 《머리 자르는 날》
- 《갓스펠》